# Henry George (ciclista)
Henry George (Charleroi, 18 de febrero de 1891-Uccle, 6 de enero de 1976) fue un deportista belga que compitió en ciclismo en la modalidad de pista. Participó en los Juegos Olímpicos de Amberes 1920, obteniendo una medalla de oro en la prueba de 50 km.

## Medallero internacional
| Juegos Olímpicos | Juegos Olímpicos  | Juegos Olímpicos | Juegos Olímpicos |
| Año              | Lugar             | Medalla          | Competición      |
| ---------------- | ----------------- | ---------------- | ---------------- |
| 1920             | Amberes (Bélgica) | Medalla de oro   | 50 km            |